# Kochara
Kochara (en georgiano: კოჩარა; en abjasio: Кәачира) es un pueblo que pertenece a la parcialmente reconocida República de Abjasia, dentro del distrito de Ochamchira, aunque de iure es parte del municipio de Ochamchire de la República Autónoma de Abjasia de Georgia.

## Geografía
Kochara está a 25 km al noroeste de Ochamchire. Limita con Gvada en el norte; Kutoli y Ygerda en el oeste, Chlou y Mokvi en el este; y también el pueblo de Aradu en el sur.

## Historia
Hasta finales del siglo XIX, Kochara no era una única población sino que su territorio formaba parte de los pueblos vecinos. Además la mayor parte estaba cubierta de bosque. A fines del siglo XIX y principios del XX, los terratenientes de Abzhua, que necesitaban mano de obra, firmaron un acuerdo con los campesinos de Mingrelia, que se establecieron en Kochara no ocurrió antes de 1886.
Durante el período estalinista, Kochara también se convierte en un lugar para el asentamiento planificado de campesinos megrelianos de las regiones occidentales de Georgia. A principios de la década de 1990, Kochara era un pueblo étnicamente georgiano, y uno de los pueblos más grande del distrito de Ochamchire en términos de número de habitantes.
Desde el comienzo de la guerra de Abjasia (1992-1993), Kochara estuvo bajo el control de la parte georgiana, pero ya en noviembre de 1992 el pueblo pasó a manos de los abjasios (lo que supuso que la mayor parte de la población abandonara Kochara). Hasta la fecha, el número de habitantes del pueblo es extremadamente pequeño, la mayoría de las casas están abandonados.

## Demografía
La evolución demográfica de Kochara entre 1926 y 2011 fue la siguiente:
| 1631                                                | 3678 | 4575 | 277 |
| (Fuente: Population of Abkhazia since Soviet times) |      |      |     |

La población ha disminuido la población más de un 90% (la mayoría de la población que se fue era en su mayoría georgiana) tras la guerra de Abjasia, en lo que se llama la limpieza étnica de georgianos en Abjasia. Anteriormente la mayoría de la población era georgiana pero hoy en día son mayoritarios los abjasios étnicos.
|              | 2011      | 2011       |
| Grupo étnico | Población | Porcentaje |
| ------------ | --------- | ---------- |
| Georgianos   | 21        | 7,6%       |
| Abjasios     | 236       | 85,2%      |
| Rusos        | 10        | 3,6%       |
| Armenios     | 1         | 0,4%       |
| Total        | 277       | 100%       |